# Promozione Friuli-Venezia Giulia 1975-1976
Nella stagione 1975-1976 la Promozione era il quinto livello del calcio italiano (il massimo livello regionale). Qui vi sono le statistiche relative al campionato in Friuli-Venezia Giulia.
Il campionato è strutturato in vari gironi all'italiana su base regionale, gestiti dai Comitati Regionali di competenza. Promozioni alla categoria superiore e retrocessioni in quella inferiore non erano sempre omogenee; erano quantificate all'inizio del campionato dal Comitato Regionale secondo le direttive stabilite dalla Lega Nazionale Dilettanti, ma flessibili, in relazione al numero delle società retrocesse dal Campionato Interregionale e perciò, a seconda delle varie situazioni regionali, la fine del campionato poteva avere degli spareggi sia di promozione che di retrocessione.

## Squadre partecipanti
| Squadra                | Città (provincia)          | Stagione 1974-1975                                     |
| ---------------------- | -------------------------- | ------------------------------------------------------ |
| U.S. Brugnera          | Brugnera (PN)              | 1º in Prima Categoria, gir. A. Promosso                |
| C.M.M. N.Sauro         | Trieste                    | 3º in Promozione                                       |
| A.C. Cordenonese       | Cordenons (PN)             | 13º in Promozione                                      |
| A.S. Cormonese         | Cormons (GO)               | 9º in Promozione (ex aequo)                            |
| A.S. Corno             | Corno di Rosazzo (UD)      | 7º in Promozione (ex aequo)                            |
| S.S. Fontanafredda     | Fontanafredda (PN)         | 1º in Promozione (rinuncia alla promozione in Serie D) |
| U.S. Fortitudo         | Muggia (TS)                | 2º in Prima Categoria, gir. B. Promosso                |
| U.S. Gradese           | Grado (GO)                 | 1º in Prima Categoria, gir. B. Promosso                |
| U.C. Pro Cervignano    | Cervignano del Friuli (UD) | 7º in Promozione (ex aequo)                            |
| A.S. Icci Pro Tolmezzo | Tolmezzo (UD)              | 5º in Promozione                                       |
| S.S. Sacilese          | Sacile (PN)                | 9º in Promozione (ex aequo)                            |
| S.S. San Giovanni      | Trieste                    | 4º in Promozione                                       |
| S.S. Sangiorgina       | San Giorgio di Nogaro (UD) | 9º in Promozione (ex aequo)                            |
| A.C. Spilimbergo       | Spilimbergo (PN)           | 2º in Prima Categoria, gir. A. Promosso                |
| U.S. Tarcentina        | Tarcento (UD)              | 12º in Promozione                                      |
| A.S. Torviscosa        | Torviscosa (UD)            | 6º in Promozione                                       |

## Classifica finale
|  | Pos. | Squadra                | Pt | G  | V  | N  | P  | GF | GS | DR  |
|  | ---- | ---------------------- | -- | -- | -- | -- | -- | -- | -- | --- |
|  | 1.   | Pro Tolmezzo           | 43 | 30 | 19 | 5  | 6  | 54 | 29 | +25 |
|  | 2.   | C.M.M. N.Sauro Trieste | 41 | 30 | 16 | 9  | 5  | 50 | 29 | +21 |
|  | 3.   | Pro Cervignano         | 38 | 30 | 14 | 10 | 6  | 37 | 17 | +20 |
|  | 4.   | Fontanafredda          | 36 | 30 | 11 | 14 | 5  | 40 | 28 | +12 |
|  | 5.   | Sacilese               | 35 | 30 | 11 | 13 | 6  | 22 | 13 | +9  |
|  | 6.   | San Giovanni Trieste   | 34 | 30 | 12 | 10 | 8  | 32 | 23 | +9  |
|  | 7.   | Gradese                | 33 | 30 | 11 | 11 | 8  | 36 | 34 | +2  |
|  | 8.   | Tarcentina             | 29 | 30 | 8  | 13 | 9  | 19 | 20 | -1  |
|  | 9.   | Sangiorgina            | 28 | 30 | 9  | 10 | 11 | 25 | 35 | -10 |
|  | 10.  | Cordenonese            | 27 | 30 | 8  | 11 | 11 | 24 | 28 | -4  |
|  | 11.  | Cormonese              | 26 | 30 | 9  | 8  | 13 | 33 | 34 | -1  |
|  | 12.  | Corno                  | 25 | 30 | 8  | 9  | 13 | 26 | 37 | -11 |
|  | 13.  | Brugnera               | 23 | 30 | 9  | 5  | 16 | 30 | 44 | -14 |
|  | 14.  | Fortitudo Muggia       | 22 | 30 | 6  | 10 | 14 | 29 | 47 | -16 |
|  | 15.  | Spilimbergo            | 21 | 30 | 5  | 11 | 14 | 20 | 35 | -15 |
|  | 16.  | Torviscosa             | 19 | 30 | 6  | 7  | 17 | 23 | 40 | -17 |

## Calendario
Le gare della 26ª giornata, in programma il 9 maggio, sono state rinviate di 2 settimane a causa del terremoto che ha colpito la regione giovedì 6 maggio 1976.
| Andata (1ª) | Andata (1ª) | 1ª giornata                 | Ritorno (16ª) | Ritorno (16ª) |
|             |             |                             |               |               |
| 5 ott. 1975 | 1-2         | CMM Sauro-Sacilese          | 1-3           | 29 feb. 1976  |
| 5 ott. 1975 | 1-1         | Fontanafredda-Sangiorgina   | 0-1           | 29 feb. 1976  |
| 5 ott. 1975 | 2-1         | Cormonese-Tarcentina        | 0-1           | 29 feb. 1976  |
| 5 ott. 1975 | 3-1         | Cordenonese-Spilimbergo     | 0-0           | 29 feb. 1976  |
| 5 ott. 1975 | 0-1         | Gradese-Pro Tolmezzo        | 2-1           | 29 feb. 1976  |
| 5 ott. 1975 | 2-1         | Pro Cervignano-San Giovanni | 4-1           | 29 feb. 1976  |
| 5 ott. 1975 | 2-1         | Torviscosa-Fortitudo        | 1-3           | 29 feb. 1976  |
| 5 ott. 1975 | 2-0         | Brugnera-Corno              | 1-0           | 29 feb. 1976  |

| Andata (2ª)  | Andata (2ª) | 2ª giornata              | Ritorno (17ª) | Ritorno (17ª) |
|              |             |                          |               |               |
| 12 ott. 1975 | rinv.       | San Giovanni-Cormonese   | 0-3           | 8 feb. 1976   |
| 12 ott. 1975 | 0-1         | Tarcentina-CMM Sauro     | 0-2           | 8 feb. 1976   |
| 12 ott. 1975 | 1-1         | Sangiorgina-Gradese      | 3-1           | 8 feb. 1976   |
| 12 ott. 1975 | 0-0         | Sacilese-Brugnera        | 2-1           | 8 feb. 1976   |
| 12 ott. 1975 | 1-2         | Fortitudo-Fontanafredda  | 1-5           | 8 feb. 1976   |
| 12 ott. 1975 | 1-0         | Spilimbergo-Torviscosa   | 2-1           | 8 feb. 1976   |
| 12 ott. 1975 | 0-1         | Corno-Pro Cervignano     | 0-0           | 8 feb. 1976   |
| 12 ott. 1975 | 1-1         | Pro Tolmezzo-Cordenonese | 3-2           | 8 feb. 1976   |

| Andata (3ª)  | Andata (3ª) | 3ª giornata               | Ritorno (18ª) | Ritorno (18ª) |
|              |             |                           |               |               |
| 19 ott. 1975 | 3-0         | CMM Sauro-Corno           | 1-1           | 15 feb. 1976  |
| 19 ott. 1975 | 1-0         | Fontanafredda-Spilimbergo | 1-1           | 15 feb. 1976  |
| 19 ott. 1975 | 0-2         | Cormonese-Sacilese        | 1-2           | 15 feb. 1976  |
| 19 ott. 1975 | 1-1         | Cordenonese-Sangiorgina   | 0-1           | 15 feb. 1976  |
| 19 ott. 1975 | 1-3         | Gradese-Fortitudo         | 1-1           | 15 feb. 1976  |
| 19 ott. 1975 | 2-0         | Pro Cervignano-Tarcentina | 0-2           | 15 feb. 1976  |
| 19 ott. 1975 | 0-0         | Torviscosa-Pro Tolmezzo   | 1-5           | 15 feb. 1976  |
| 19 ott. 1975 | 1-2         | Brugnera-San Giovanni     | 2-3           | 15 feb. 1976  |

| Andata (4ª)  | Andata (4ª) | 4ª giornata                | Ritorno (19ª) | Ritorno (19ª) |
|              |             |                            |               |               |
| 26 ott. 1975 | 1-0         | Sangiorgina-Brugnera       | 1-3           | 22 feb. 1976  |
| 26 ott. 1975 | 2-1         | San Giovanni-Torviscosa    | 0-1           | 22 feb. 1976  |
| 26 ott. 1975 | 1-1         | Tarcentina-Fontanafredda   | 1-1           | 22 feb. 1976  |
| 26 ott. 1975 | 1-0         | Sacilese-Cordenonese       | 0-0           | 22 feb. 1976  |
| 26 ott. 1975 | 2-1         | Fortitudo-Cormonese        | 0-0           | 22 feb. 1976  |
| 26 ott. 1975 | 0-0         | Spilimbergo-Pro Cervignano | 1-1           | 22 feb. 1976  |
| 26 ott. 1975 | 3-2         | Corno-Gradese              | 0-1           | 22 feb. 1976  |
| 26 ott. 1975 | 3-1         | Pro Tolmezzo-CMM Sauro     | 2-3           | 22 feb. 1976  |

| Andata (5ª)  | Andata (5ª) | 5ª giornata                | Ritorno (20ª) | Ritorno (20ª) |
|              |             |                            |               |               |
| 1º nov. 1975 | 2-1         | CMM Sauro-Spilimbergo      | 1-1           | 14 mar. 1976  |
| 1º nov. 1975 | 0-1         | Fontanafredda-Corno        | 3-1           | 14 mar. 1976  |
| 1º nov. 1975 | 1-0         | Cormonese-Pro Tolmezzo     | 1-2           | 14 mar. 1976  |
| 1º nov. 1975 | 2-2         | Cordenonese-Fortitudo      | 0-0           | 14 mar. 1976  |
| 1º nov. 1975 | 0-1         | Gradese-San Giovanni       | 1-1           | 14 mar. 1976  |
| 1º nov. 1975 | 0-0         | Pro Cervignano-Sangiorgina | 2-0           | 14 mar. 1976  |
| 1º nov. 1975 | 0-0         | Torviscosa-Sacilese        | 0-1           | 14 mar. 1976  |
| 1º nov. 1975 | 0-0         | Brugnera-Tarcentina        | 0-0           | 14 mar. 1976  |

| Andata (6ª) | Andata (6ª) | 6ª giornata                | Ritorno (21ª) | Ritorno (21ª) |
|             |             |                            |               |               |
| data 1975   | 1-0         | Sangiorgina-Torviscosa     | 0-0           | 21 mar. 1976  |
| data 1975   | 2-0         | San Giovanni-Cordenonese   | 0-0           | 21 mar. 1976  |
| data 1975   | 0-0         | Tarcentina-Gradese         | 0-1           | 21 mar. 1976  |
| data 1975   | 0-0         | Sacilese-Pro Cervignano    | 0-3           | 21 mar. 1976  |
| data 1975   | 0-2         | Fortitudo-CMM Sauro        | 1-3           | 21 mar. 1976  |
| data 1975   | 0-0         | Spilimbergo-Brugnera       | 0-2           | 21 mar. 1976  |
| data 1975   | 2-1         | Corno-Cormonese            | 0-0           | 21 mar. 1976  |
| data 1975   | 3-0         | Pro Tolmezzo-Fontanafredda | 0-0           | 21 mar. 1976  |

| Andata (7ª)  | Andata (7ª) | 7ª giornata                 | Ritorno (22ª) | Ritorno (22ª) |
|              |             |                             |               |               |
| 16 nov. 1975 | 4-1         | CMM Sauro-Sangiorgina       | 0-1           | 28 mar. 1976  |
| 16 nov. 1975 | 2-2         | Fontanafredda-San Giovanni  | 0-0           | 28 mar. 1976  |
| 16 nov. 1975 | 3-0         | Cormonese-Spilimbergo       | 3-0           | 28 mar. 1976  |
| 16 nov. 1975 | 4-1         | Cordenonese-Tarcentina      | 0-2           | 28 mar. 1976  |
| 16 nov. 1975 | 0-0         | Gradese-Sacilese            | 0-0           | 28 mar. 1976  |
| 16 nov. 1975 | 1-0         | Pro Cervignano-Pro Tolmezzo | 1-0           | 28 mar. 1976  |
| 16 nov. 1975 | 1-1         | Torviscosa-Corno            | 2-1           | 28 mar. 1976  |
| 16 nov. 1975 | 4-2         | Brugnera-Fortitudo          | 0-3           | 28 mar. 1976  |

| Andata (8ª)  | Andata (8ª) | 8ª giornata              | Ritorno (23ª) | Ritorno (23ª) |
|              |             |                          |               |               |
| 23 nov. 1975 | 0-0         | Sangiorgina-Cormonese    | 1-1           | 4 apr. 1976   |
| 23 nov. 1975 | 0-1         | San Giovanni-CMM Sauro   | 1-1           | 4 apr. 1976   |
| 23 nov. 1975 | 3-0         | Tarcentina-Torviscosa    | 0-1           | 4 apr. 1976   |
| 23 nov. 1975 | 0-0         | Sacilese-Fontanafredda   | 0-1           | 4 apr. 1976   |
| 23 nov. 1975 | 1-0         | Fortitudo-Pro Cervignano | 0-2           | 4 apr. 1976   |
| 23 nov. 1975 | 0-1         | Spilimbergo-Gradese      | 1-3           | 4 apr. 1976   |
| 23 nov. 1975 | 2-0         | Corno-Cordenonese        | 1-0           | 4 apr. 1976   |
| 23 nov. 1975 | 3-2         | Pro Tolmezzo-Brugnera    | 3-1           | 4 apr. 1976   |

| Andata (9ª)  | Andata (9ª) | 9ª giornata                | Ritorno (24ª) | Ritorno (24ª) |
|              |             |                            |               |               |
| 30 nov. 1975 | 0-1         | Sangiorgina-Tarcentina     | 0-1           | 25 apr. 1976  |
| 30 nov. 1975 | 2-0         | CMM Sauro-Torviscosa       | 2-1           | 25 apr. 1976  |
| 30 nov. 1975 | 0-0         | Sacilese-San Giovanni      | 0-1           | 25 apr. 1976  |
| 30 nov. 1975 | 2-1         | Fortitudo-Spilimbergo      | 0-1           | 25 apr. 1976  |
| 30 nov. 1975 | 1-1         | Cormonese-Fontanafredda    | 2-3           | 25 apr. 1976  |
| 30 nov. 1975 | 1-1         | Cordenonese-Pro Cervignano | 0-4           | 25 apr. 1976  |
| 30 nov. 1975 | 0-0         | Gradese-Brugnera           | 3-0           | 25 apr. 1976  |
| 30 nov. 1975 | 2-1         | Tolmezzo-Corno             | 3-1           | 25 apr. 1976  |

| Andata (10ª) | Andata (10ª) | 10ª giornata              | Ritorno (25ª) | Ritorno (25ª) |
|              |              |                           |               |               |
| 7 dic. 1975  | 0-0          | Fontanafredda-Cordenonese | 0-0           | 2 mag. 1976   |
| 7 dic. 1975  | 2-0          | San Giovanni-Fortitudo    | 1-1           | 2 mag. 1976   |
| 7 dic. 1975  | 1-1          | Tarcentina-Pro Tolmezzo   | 1-1           | 2 mag. 1976   |
| 7 dic. 1975  | 0-1          | Spilimbergo-Sacilese      | 0-1           | 2 mag. 1976   |
| 7 dic. 1975  | 1-1          | Corno-Sangiorgina         | 3-0           | 2 mag. 1976   |
| 7 dic. 1975  | 0-1          | Pro Cervignano-Cormonese  | 0-0           | 2 mag. 1976   |
| 7 dic. 1975  | 1-3          | Torviscosa-Gradese        | 1-1           | 2 mag. 1976   |
| 7 dic. 1975  | 0-1          | Brugnera-CMM Sauro        | 2-4           | 2 mag. 1976   |

| Andata (11ª) | Andata (11ª) | 11ª giornata                 | Ritorno (26ª) | Ritorno (26ª) |
|              |              |                              |               |               |
| 14 dic. 1975 | 2-2          | CMM Sauro-Gradese            | 1-1           | 23 mag. 1976  |
| 14 dic. 1975 | 2-0          | Fontanafredda-Pro Cervignano | 1-2           | 23 mag. 1976  |
| 14 dic. 1975 | 0-0          | Fortitudo-Sacilese           | 0-3           | 23 mag. 1976  |
| 14 dic. 1975 | 2-0          | Cordenonese-Cormonese        | 2-0           | 23 mag. 1976  |
| 14 dic. 1975 | 0-0          | Spilimbergo-San Giovanni     | 0-0           | 23 mag. 1976  |
| 14 dic. 1975 | 2-0          | Corno-Tarcentina             | rinv.         | 23 mag. 1976  |
| 14 dic. 1975 | 3-1          | Pro Tolmezzo-Sangiorgina     | 2-1           | 23 mag. 1976  |
| 14 dic. 1975 | 4-0          | Torviscosa-Brugnera          | 0-1           | 23 mag. 1976  |

| Andata (12ª) | Andata (12ª) | 12ª giornata             | Ritorno (27ª) | Ritorno (27ª) |
|              |              |                          |               |               |
| 21 dic. 1975 | 1-0          | Sangiorgina-Spilimbergo  | 0-2           | 30 mag. 1976  |
| 21 dic. 1975 | 3-1          | San Giovanni-Corno       | 4-0           | 30 mag. 1976  |
| 21 dic. 1975 | 0-0          | Tarcentina-Fortitudo     | 0-0           | 30 mag. 1976  |
| 21 dic. 1975 | 1-2          | Sacilese-Pro Tolmezzo    | 0-1           | 30 mag. 1976  |
| 21 dic. 1975 | 2-1          | Cormonese-Torviscosa     | 0-0           | 30 mag. 1976  |
| 21 dic. 1975 | 2-0          | Gradese-Cordenonese      | 0-3           | 30 mag. 1976  |
| 21 dic. 1975 | 2-3          | Pro Cervignano-CMM Sauro | 0-0           | 30 mag. 1976  |
| 21 dic. 1975 | 1-5          | Brugnera-Fontanafredda   | 1-2           | 30 mag. 1976  |

| Andata (13ª) | Andata (13ª) | 13ª giornata              | Ritorno (28ª) | Ritorno (28ª) |
|              |              |                           |               |               |
| 11 gen. 1976 | x-x          | Fontanafredda-Gradese     | 1-1           | 2 giu. 1976   |
| 11 gen. 1976 | x-x          | San Giovanni-Pro Tolmezzo | 0-1           | 2 giu. 1976   |
| 11 gen. 1976 | 2-0          | Sacilese-Sangiorgina      | 1-1           | 2 giu. 1976   |
| 11 gen. 1976 | x-x          | Fortitudo-Corno           | 0-0           | 2 giu. 1976   |
| 11 gen. 1976 | x-x          | Spilimbergo-Tarcentina    | 0-0           | 2 giu. 1976   |
| 11 gen. 1976 | x-x          | Pro Cervignano-Brugnera   | 2-0           | 2 giu. 1976   |
| 11 gen. 1976 | x-x          | Cordenonese-Torviscosa    | 1-0           | 2 giu. 1976   |
| 11 gen. 1976 | 2-1          | Cormonese-CMM Sauro       | 1-1           | 2 giu. 1976   |

| Andata (14ª) | Andata (14ª) | 14ª giornata             | Ritorno (29ª) | Ritorno (29ª) |
|              |              |                          |               |               |
| 18 gen. 1976 | 2-1          | Sangiorgina-San Giovanni | 0-2           | 6 giu. 1976   |
| 18 gen. 1976 | 2-0          | CMM Sauro-Cordenonese    | 0-0           | 6 giu. 1976   |
| 18 gen. 1976 | 0-0          | Tarcentina-Sacilese      | 0-0           | 6 giu. 1976   |
| 18 gen. 1976 | 1-2          | Gradese-Pro Cervignano   | 2-1           | 6 giu. 1976   |
| 18 gen. 1976 | 1-1          | Corno-Fontanafredda      | 1-3           | 6 giu. 1976   |
| 18 gen. 1976 | 5-1          | Pro Tolmezzo-Fortitudo   | 2-1           | 6 giu. 1976   |
| 18 gen. 1976 | 1-2          | Torviscosa-Fontanafredda | 2-1           | 6 giu. 1976   |
| 18 gen. 1976 | 3-2          | Brugnera-Cormonese       | 2-1           | 6 giu. 1976   |

| \| Andata (15ª) \| Andata (15ª) \| 15ª giornata \| Ritorno (30ª) \| Ritorno (30ª) \| \| \| \| \| \| \| \| 25 gen. 1976 \| 1-1 \| Fontanafredda-CMM Sauro \| 2-1 \| 13 giu. 1976 \| \| 25 gen. 1976 \| 1-0 \| San Giovanni-Tarcentina \| 0-1 \| 13 giu. 1976 \| \| 25 gen. 1976 \| 0-0 \| Sacilese-Corno \| 1-0 \| 13 giu. 1976 \| \| 25 gen. 1976 \| 0-0 \| Fortitudo-Sangiorgina \| 2-4 \| 13 giu. 1976 \| \| 25 gen. 1976 \| 3-1 \| Cormonese-Gradese \| 1-2 \| 13 giu. 1976 \| \| 25 gen. 1976 \| 1-0 \| Cordenonese-Brugnera \| 0-1 \| 13 giu. 1976 \| \| 25 gen. 1976 \| 1-2 \| Spilimbergo-Pro Tolmezzo \| 1-4 \| 13 giu. 1976 \| \| 25 gen. 1976 \| 2-0 \| Pro Cervignano-Torviscosa \| 1-1 \| 13 giu. 1976 \| |              |                           |               |               |
| Andata (15ª) | Andata (15ª) | 15ª giornata              | Ritorno (30ª) | Ritorno (30ª) |
| |              |                           |               |               |
| 25 gen. 1976 | 1-1          | Fontanafredda-CMM Sauro   | 2-1           | 13 giu. 1976  |
| 25 gen. 1976 | 1-0          | San Giovanni-Tarcentina   | 0-1           | 13 giu. 1976  |
| 25 gen. 1976 | 0-0          | Sacilese-Corno            | 1-0           | 13 giu. 1976  |
| 25 gen. 1976 | 0-0          | Fortitudo-Sangiorgina     | 2-4           | 13 giu. 1976  |
| 25 gen. 1976 | 3-1          | Cormonese-Gradese         | 1-2           | 13 giu. 1976  |
| 25 gen. 1976 | 1-0          | Cordenonese-Brugnera      | 0-1           | 13 giu. 1976  |
| 25 gen. 1976 | 1-2          | Spilimbergo-Pro Tolmezzo  | 1-4           | 13 giu. 1976  |
| 25 gen. 1976 | 2-0          | Pro Cervignano-Torviscosa | 1-1           | 13 giu. 1976  |

## Coppa Italia Dilettanti
Non partecipano: C.M.M. N.Sauro, Cordenonese, Sangiorgina e Tarcentina. Per raggiungere le 14 partecipanti sono state aggregate dalla Prima Categoria: Bertiolo (dal girone A) ed Isonzo (dal girone B)
| Squadra 1                                 | Totale          | Squadra 2                 | Andata | Ritorno |
| ----------------------------------------- | --------------- | ------------------------- | ------ | ------- |
| PRIMO TURNO 7 e 14 settembre 1975         |                 |                           |        |         |
| Sacilese                                  | 2 - 0           | Brugnera                  | 1 - 0  | 1 - 0   |
| Spilimbergo                               | 1 - 3           | Fontanafredda             | 0 - 1  | 1 - 2   |
| Bertiolo                                  | 2 - 2 gfc       | Pro Tolmezzo              | 0 - 1  | 2 - 1   |
| Torviscosa                                | 0 - 1           | Pro Cervignano            | 0 - 1  | 1 - 1   |
| Corno                                     | 1 - 3           | Cormonese                 | 0 - 0  | 1 - 3   |
| Gradese                                   | 4 - 2           | Isonzo Turriaco           | 3 - 1  | 1 - 1   |
| Fortitudo Muggia                          | 1 - 3           | San Giovanni Trieste      | 1 - 2  | 0 - 1   |
| SECONDO TURNO 21 e 28 settembre 1975      |                 |                           |        |         |
| (Veneto/A) Cerea                          | 2 - 2 gfc       | Sacilese                  | 2 - 1  | 0 - 1   |
| Fontanafredda                             | 1 - 1 gfc       | Pievigina (Veneto/B)      | 1 - 1  | 0 - 0   |
| (Veneto/B) Montello                       | 2 - 3           | Bertiolo                  | 1 - 2  | 1 - 1   |
| Pro Cervignano                            | 0 - 0 (2-3 dcr) | Sile Lucatello (Veneto/B) | 0 - 0  | 0 - 0   |
| Cormonese                                 | 0 - 3           | Mira (Veneto/A)           | 0 - 3  | 0 - 0   |
| San Giovanni Trieste                      | 2 - 2 (5-2 dcr) | Gradese                   | 0 - 2  | 2 - 0   |
| TERZO TURNO 4 novembre e 28 dicembre 1975 |                 |                           |        |         |
| (Lombardia/B) Verdello                    | ? - ?           | Sacilese                  | 1 - 0  | ? - ?   |
| Bertiolo                                  | 2 - 3           | Sile Lucatello (Veneto/B) | 1 - 1  | 1 - 2   |
| (Veneto/A) Mira                           | 1 - 0           | San Giovanni Trieste      | 0 - 0  | 1 - 0   |